# 费雷拉
费雷拉，是西班牙安达卢西亚自治区格拉纳达省的一个市镇。总面积44平方公里，总人口338人（2001年），人口密度8人/平方公里。